# Яковлев, Юрий Николаевич (хоккеист)
Юрий Николаевич Яковлев (род. 1957) — президент ярославского хоккейного клуба «Локомотив» (до 2000 года назывался «Торпедо») с 1990 года, нападающий «Торпедо» в 1978—1989 годах.

## Биография
Юрий Яковлев родился 22 ноября 1957 года. Первый тренер — Эдуард Дьяков.
Выступал на позиции нападающего. Начал карьеру хоккеиста в киевском «Соколе». Перед началом сезона 1978/79 годов перешёл в ярославское «Торпедо», выступавшее во второй лиге класса «А» чемпионата СССР. Яковлев в 1982 году участвовал в составе сборной РСФСР в международном турнире в Японии. В 1984 году стал капитаном команды. «Торпедо» с 1983 года стал выступать в Первой лиге, а с 1987 года — в Высшей лиге СССР. Всего в составе «Торпедо» Яковлев провёл 11 сезонов, забросил 237 шайб, в том числе в Высшей лиге Чемпионата СССР — 47 игр, 6 шайб.
С 1990 года президент «Торпедо» (с 2000 года клуб называется «Локомотив»). За это время команда четырежды (1997, 2002, 2003, 2025) становились чемпионом России, трижды серебряными (2008, 2009, 2024) и пять раз бронзовыми (1998, 1999, 2005, 2011, 2014) призёрами первенств России и Континентальной хоккейной лиги
Мастер спорта СССР (1987). Имеет высшее педагогическое образование.
Председатель правления Межрегионального отраслевого объединения работодателей профессионального хоккея (МООРПХ).
В 2002, 2003 и 2009 годах Яковлев как лучший руководитель хоккейного клуба был награждён Призом имени Валентина Сыча. Также он награждён государственным орденом Почёта, знаками «За заслуги перед городом Ярославлем» (2003) и «За заслуги в развитии ОАО „Российские железные дороги“» I степени (2008), медалью «За труды во благо земли Ярославской» II степени (24.10.2010).